# Champagne Bricout
 (décembre 2010).
Si vous disposez d'ouvrages ou d'articles de référence ou si vous connaissez des sites web de qualité traitant du thème abordé ici, merci de compléter l'article en donnant les références utiles à sa vérifiabilité et en les liant à la section « Notes et références ».

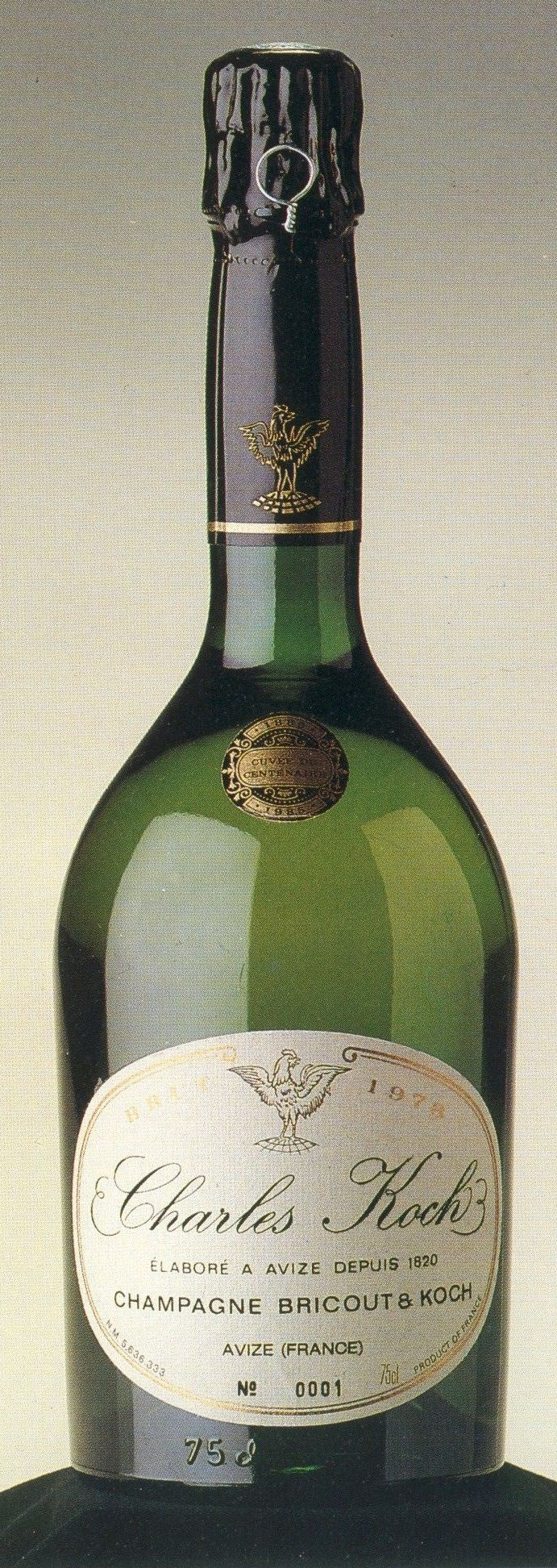

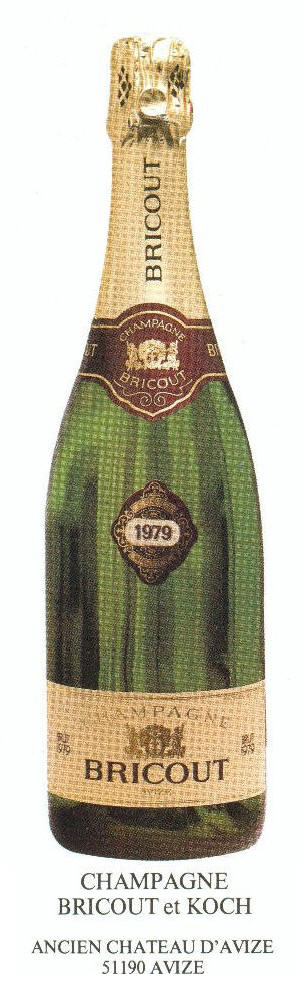

La Maison de Champagne Bricout est à l'origine une filiale de la société allemande « sekt Kupferberg ». Elle est fondée en 1966 à Avize par Christian Andreas Kupferberg. Elle porte le nom de son aïeul Arthur Bricout.

## Histoire

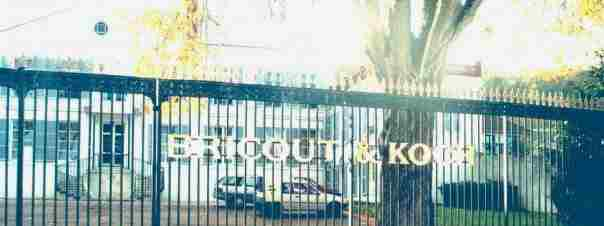
Siège de Bricout & Koch

En 1966, C.A. Kupferberg s'installe dans les anciens bâtiments du Champagne Koch, dont la production s'est arrêtée au début du siècle, rue de Cramant à Avize. En 1977, la société Bricout devenue « Bricout & Koch » élabore la cuvée « Charles Koch élaborée à Avize depuis 1820 » (marque déposée),  dans les anciennes caves du Champagne Koch. À cet effet, C.A. Kupferberg s'associe avec l'un des descendants Koch, dans la société Bricout.
En 1979, la société Kupferberg et sa filiale française Bricout & Koch, passent sous le contrôle du Groupe de vins allemand Racke . La société redevient Bricout SA en 1987. C.A. Kupferberg est remplacé par Clément Muller qui produit la cuvée Élégance. Cinq ans plus tard, la maison est dirigée par Pierre Gruas, qui produit la cuvée Arthur Bricout. En 1994, C.A Kupferberg reprend la direction et rebaptise la société « Bricout & Koch », atteignant les deux millions de bouteilles par an dans un contexte économique difficile et une crise de la profession.
En 1998, le groupe Racke vend Bricout & Koch à la S.A. Financière Martin et fils , appartenant à Pierre Martin, viticulteur et maire de Bouzy. Il entreprend une réorganisation globale entre ses quatre entreprises : Champagne Bricout & Koch, Champagne Delbeck, Sté. Vinicole Martin et Champagne Waris. En 2003, face à des difficultés financières importantes, Pierre Martin vend sa société financière à la holding américano-luxembourgeoise Opson Schneider, puis sa faillite provocant un scandale sans précédent en Champagne, il est placé en détention provisoire en mai et juin 2003 . En Novembre 2003, Opson et Martin tentent de conserver leur entreprise, malgré la colère des salariés et l'offre de reprise de Vranken et LVMH .

Cette affaire a été jugée au Tribunal Correctionnel de Reims du 14 au 18 mars 2011, mettant un terme à huit années d'ébullition dans le milieu des maisons de Champagne. Le jugement rendu le 4 mai 2011, condamne Pierre Martin à verser 175 000 € de dommages et intérêts aux parties civiles (dont 50 000 € à l'administrateur judiciaire de la société Bricout), son directeur financier Louis Fariello et Luc Lhermite un courtier en vins d'Épernay, à verser chacun 150 000 € de dommages et intérêts. Ces peines sont assorties de prison avec sursis et d'interdictions de gérer une entreprise. Le commissaire aux comptes de Bricout, Thierry Janus est relaxé, mais professionnellement il a perdu son emploi et sa fonction d'expert-comptable.
À la suite de la liquidation des biens de Pierre Martin, les groupes LVMH et Vranken-Pommery Monopole se sont partagé dès 2003 , les 400 hectares de vignobles et contrats viticoles Bricout-Delbeck, dont 200 ha provenant de la société d'Avize. Une cuvée brut du Champagne Bricout est fabriquée depuis 2003 par le Groupe Vranken Pommery Monopole, en partie à Tours-sur-Marne, distribuée en grandes surfaces et par internet. Seule subsiste effectivement la marque dont le Champagne Lafitte est devenu propriétaire, tandis que le Château et les caves du Champagne Bricout situés à Avize ont été délaissés par Vranken au moment de la reprise, et rachetés par le Champagne Jacques Selosse.
Depuis mai 2012, il est désormais interdit à Vranken de mentionner sur ses étiquettes, que le Champagne Bricout a été fondé en 1820 à Avize, Arthur Bricout étant né en 1840, cette date correspond à la fondation du Champagne Koch.